# Discographie de Jason Derulo
Cet article présente la discographie de Jason Derulo. Le chanteur et auteur-compositeur américain a sorti quatre albums studio, un album réédité, deux albums de compilation, quatre EP, 48 singles (dont 14 en tant qu'artiste vedette), six singles promotionnels et 37 vidéoclips (dont six en tant qu'artiste vedette).
Avant que Derulo ne s'établisse en tant qu'artiste solo, il a écrit des chansons pour de nombreux artistes, dont Lil Wayne, Pitbull, Pleasure P et Cassie,. Il a également écrit Bossy pour le rappeur Birdman, et a fait une apparition en tant qu'invité sur la chanson, ce qui a souligné sa capacité de chanteur.
Après avoir signé avec Beluga Heights Records, Jason Derulo a sorti son premier single Whatcha Say en mai 2009. Il a atteint le numéro un sur le Billboard Hot 100 et a été certifié triple platine par la Recording Industry Association of America (RIAA). La chanson a servi de single principal du premier album de studio éponyme de Derulo, qui a été sorti le 2 mars 2010 et a atteint la 11e place du Billboard 200. In My Head et Ridin 'Solo sont sortis respectivement comme deuxième et troisième singles de l'album. Alors que les deux ont atteint des sommets dans le top 10 dans plusieurs pays, In My Head est devenu le premier single numéro un de Derulo en Australie et au Royaume-Uni. Deux autres singles sont sortis de l'album : What If et The Sky's the Limit.
Le deuxième album studio de Derulo, Future History est sorti le 16 septembre 2011. Le premier single Don't Wanna Go Home a précédé sa sortie en mai 2011 ; où il est devenu le deuxième single numéro un de l'artiste au Royaume-Uni. Le deuxième single extrait de l'album, It Girl a également remporté le succès, atteignant le top cinq en Australie, en Nouvelle-Zélande et au Royaume-Uni. Breathing et Fight for You sont également sortis de l'album en 2011, les deux atteignant les 10 titres les mieux classés en Australie. En mai 2012, Derulo a sorti Undefeated comme le premier et le seul single de la réédition de Future History. Bien qu'il ait réussi à atteindre le numéro 14 en Australie, Undefeated a mal performé sur le Billboard Hot 100, atteignant la 90e place et ne réussissant pas à se classer au Royaume-Uni.
En septembre 2013, Derulo a dévoilé son troisième album studio Tattoos. The Other Side, le premier single de l'album, a vu Derulo revenir dans le top cinq au Canada pour la première fois depuis 2009, atteignant la 17e place aux États-Unis et le cinquième place en Australie et au Royaume-Uni. Le troisième album studio de Derulo a été sorti aux États-Unis, sous le titre Talk Dirty et a surpassé son meilleur classement du premier album Jason Derülo et comprenait deux des 10 meilleurs singles de platine : Talk Dirty et Wiggle. En 2015, Derulo a vendu 28 millions d'albums et de chansons combinés aux États-Unis.
Derulo a sorti son quatrième album Everything is 4 en mai 2015. Le single à succès mondial Want to Want Me extrait de l'album, a dominé le UK Singles Chart pendant quatre semaines.

## Albums

### Albums studio
| Titre           | Détails                                                                                               | Classement des ventes | Classement des ventes | Classement des ventes | Classement des ventes | Classement des ventes | Classement des ventes | Classement des ventes | Classement des ventes | Classement des ventes | Classement des ventes | Ventes           | Certifications                                                                               |
| Titre           | Détails                                                                                               | É-U                   | AUS                   | CAN                   | ALL                   | IRL                   | P-B                   | N-Z                   | SUE                   | SUI                   | R-U                   | Ventes           | Certifications                                                                               |
| --------------- | --- | --------------------- | --------------------- | --------------------- | --------------------- | --------------------- | --------------------- | --------------------- | --------------------- | --------------------- | --------------------- | ---------------- | -------------------------------------------------------------------------------------------- |
| Jason Derülo    | - Sortie : 2 mars 2010 - Labels : Beluga Heights, Warner Bros., Asylum - Formats : CD, téléchargement | 11                    | 4                     | 9                     | 49                    | 10                    | 30                    | 5                     | 59                    | 13                    | 8                     | - É-U : 315,000  | - RIAA : Platine - ARIA : Platine - BPI : Platine - IFPI SUE : Platine - IRMA : Or - MC : Or |
| Future History  | - Sortie : 16 septembre 2011 - Labels : Beluga Heights, Warner Bros. - Formats : CD, téléchargement   | 29                    | 9                     | 54                    | 32                    | 18                    | 62                    | 6                     | —                     | 20                    | 7                     | - É-U : 74 000   | - RIAA : Or - ARIA : Or - BPI : Or                                                           |
| Tattoos         | - Sortie : 20 septembre 2013 - Labels : Beluga Heights, Warner Bros. - Formats : CD, téléchargement   | 198                   | 5                     | 39                    | 25                    | 14                    | 46                    | 10                    | —                     | 13                    | 5                     | - É-U : 160 000, | - ARIA : Or - BPI : Or - IFPI SUE : Or - MC : Platine                                        |
| Everything is 4 | - Sortie : 2 juin 2015 - Labels : Beluga Heights, Warner Bros. - Formats : CD, téléchargement         | 4                     | 12                    | 10                    | 23                    | 30                    | —                     | 20                    | 3                     | 13                    | 16                    | - É-U : 80 000   | - RIAA : Or - BPI : Argent - MC : Platine                                                    |

### Albums de réédition
| Titrle     | Détails                                                                                              | Meilleur classement | Ventes          | Certifications                      |
| Titrle     | Détails                                                                                              | É-U                 | Ventes          | Certifications                      |
| ---------- | --- | ------------------- | --------------- | ----------------------------------- |
| Talk Dirty | - Sortie : 15 avril 2014 (US) - Labels : Beluga Heights, Warner Bros. - Formats : CD, téléchargement | 4                   | - É-U : 245 000 | - RIAA : Platine - MC : 5 × Platine |

### Albums de compilation
| Titre                                                                           | Détails                                                                                            | Meilleur classement | Meilleur classement | Meilleur classement | Meilleur classement |
| Titre                                                                           | Détails                                                                                            | É-U                 | AUS                 | IRL                 | R-U                 |
| ------------------------------------------------------------------------------- | -------------------------------------------------------------------------------------------------- | ------------------- | ------------------- | ------------------- | ------------------- |
| Reloaded                                                                        | - Sortie : 16 décembre 2011 (US) - Labels : Beluga Heights, Warner Bros. - Format : Téléchargement | —                   | —                   | —                   | —                   |
| Platinum Hits                                                                   | - Sortie : 29 juillet 2016 - Labels : Beluga Heights, Warner Bros. - Format : CD, téléchargement   | 68                  | 45                  | 43                  | 46                  |
| "—" denotes releases that did not chart or were not released in that territory. | |                     |                     |                     |                     |

## EP
| Titre                         | Détails                                                                                                  |
| ----------------------------- | --- |
| Jason Derulo: Special Edition | - Sortie : 1er juillet 2011 (US) - Labels : Beluga Heights, Warner Bros. - Format : Téléchargement       |
| Tattoos (EP)                  | - Sortie : 24 septembre 2013 (US) - Labels : Beluga Heights, Warner Bros. - Format : Téléchargement      |
| Talk Dirty (EP)               | - Sortie : 21 avril 2014 (FRA) - Labels : Beluga Heights, Warner Bros. - Format : Téléchargement         |
| 2Sides (Side 1)               | - Sortie : 8 novembre 2019 (US), - Labels : Beluga Heights, Warner - Formats : Téléchargement, streaming |

## Singles

### En tant qu'artiste principal
| Titre                                                                   | Année | Meilleur classement | Meilleur classement | Meilleur classement | Meilleur classement | Meilleur classement | Meilleur classement | Meilleur classement | Meilleur classement | Meilleur classement | Meilleur classement | Certifications | Album                                               |
| Titre                                                                   | Année | É-U                 | AUS                 | AUT                 | CAN                 | ALL                 | IRL                 | NZ                  | SUE                 | SUI                 | UK                  | Certifications | Album                                               |
| ----------------------------------------------------------------------- | ----- | ------------------- | ------------------- | ------------------- | ------------------- | ------------------- | ------------------- | ------------------- | ------------------- | ------------------- | ------------------- | --- | --------------------------------------------------- |
| Whatcha Say (en)                                                        | 2009  | 1                   | 5                   | 9                   | 3                   | 7                   | 5                   | 1                   | 4                   | 5                   | 3                   | - RIAA: 5 × Platine - ARIA : 4 × Platine - BPI : Or - BVMI: Or - IFPI AUT : Or - MC : 2 × Platine - RMNZ : 2 × Platine                                                      | Jason Derülo                                        |
| In My Head                                                              | 2009  | 5                   | 1                   | 15                  | 2                   | 9                   | 3                   | 2                   | 13                  | 20                  | 1                   | - RIAA : 2 × Platine - ARIA : 7 × Platine - BPI : Or - BVMI : Or - IFPI AUT : Or - MC : 2 × Platine - RMNZ : Platine                                                        | Jason Derülo                                        |
| Ridin' Solo (en)                                                        | 2010  | 9                   | 4                   | 36                  | 19                  | 24                  | 4                   | 12                  | —                   | 45                  | 2                   | - RIAA: 3 × Platine - ARIA: 3 × Platine - BPI: Or - MC: Platine - RMNZ: Or                                                                                                  | Jason Derülo                                        |
| What If                                                                 | 2010  | 76                  | 32                  | 35                  | —                   | 48                  | 16                  | 27                  | —                   | —                   | 12                  | - BPI : Argent | Jason Derülo                                        |
| The Sky's the Limit                                                     | 2010  | —                   | 22                  | —                   | —                   | —                   | —                   | 31                  | —                   | —                   | 68                  | | Jason Derülo                                        |
| Don't Wanna Go Home (en)                                                | 2011  | 14                  | 5                   | 8                   | 8                   | 11                  | 8                   | 17                  | 37                  | 18                  | 1                   | - RIAA : Platine - ARIA : 5 × Platine - BPI : Or - BVMI : Or - IFPI AUT : Or - IFPI SUI : Or - MC : Platine                                                                 | Future History                                      |
| It Girl (en)                                                            | 2011  | 17                  | 3                   | 34                  | 34                  | 23                  | 3                   | 3                   | 35                  | 30                  | 4                   | - RIAA : Platine - ARIA : 6 × Platine - BPI : Or - RMNZ : Or | Future History                                      |
| Breathing                                                               | 2011  | —                   | 9                   | 8                   | —                   | 5                   | 19                  | 28                  | —                   | 7                   | 25                  | - ARIA : 2 × Platine - BVMI : Or - IFPI AUT : Or - IFPI SWI : Or | Future History                                      |
| Fight for You                                                           | 2011  | 83                  | 5                   | —                   | —                   | —                   | 28                  | —                   | —                   | —                   | 15                  | - ARIA : 2 × Platine | Future History                                      |
| Undefeated                                                              | 2012  | 90                  | 14                  | —                   | —                   | —                   | 35                  | 26                  | —                   | —                   | —                   | - ARIA : Or | Future History                                      |
| Pick Up the Pieces                                                      | 2012  | —                   | 37                  | —                   | —                   | —                   | —                   | —                   | —                   | —                   | —                   | | Future History                                      |
| The Other Side                                                          | 2013  | 18                  | 4                   | 30                  | 5                   | 35                  | 4                   | 12                  | 49                  | 19                  | 2                   | - RIAA : Platine - ARIA : 2 × Platine - BPI : Or - IFPI SUE : Or - MC : Platine - RMNZ : Or                                                                                 | Tattoos                                             |
| Talk Dirty (featuring 2 Chainz)                                         | 2013  | 3                   | 1                   | 4                   | 3                   | 1                   | 2                   | 2                   | 5                   | 4                   | 1                   | - RIAA : 4 × Platine - ARIA : 4 × Platine - BPI : Platine - BVMI : Platine - IFPI AUT : Or - IFPI SWE : 2 × Platine - IFPI SWI: Platine - MC : 4 × Platine - RMNZ : Platine | Tattoos                                             |
| Marry Me (en)                                                           | 2013  | 26                  | 8                   | 27                  | 37                  | 57                  | —                   | 14                  | —                   | 40                  | 52                  | - RIAA : Platine - ARIA : Platine - MC : Or | Tattoos                                             |
| Trumpets (en)                                                           | 2013  | 14                  | 1                   | 33                  | 38                  | 30                  | 5                   | 3                   | 25                  | 43                  | 4                   | - RIAA : 2 × Platine - ARIA : 4 × Platine - BPI : Platine - IFPI SWE : Or - MC : Platine - RMNZ : Platine                                                                   | Tattoos                                             |
| Stupid Love                                                             | 2014  | —                   | 17                  | —                   | —                   | —                   | 95                  | —                   | —                   | —                   | 54                  | - ARIA : Or | Tattoos                                             |
| Wiggle (featuring Snoop Dogg)                                           | 2014  | 5                   | 3                   | 4                   | 14                  | 6                   | 9                   | 9                   | 5                   | 8                   | 8                   | - RIAA : 2 × Platine - ARIA : 2 × Platine - BPI : Or - BVMI : Or - IFPI AUT : Or - IFPI SWI : Or - RMNZ : Or                                                                | Tattoos                                             |
| Bubblegum (featuring Tyga)                                              | 2014  | —                   | 38                  | —                   | —                   | —                   | —                   | —                   | —                   | —                   | —                   | | Tattoos                                             |
| Want to Want Me                                                         | 2015  | 5                   | 4                   | 1                   | 5                   | 2                   | 4                   | 3                   | 13                  | 3                   | 1                   | - RIAA : 4 × Platine - ARIA: 2 × Platine - BPI : 2 × Platine - BVMI : 3 × Or - IFPI AUT : Or - IFPI SUI : Platine - MC : 5 × Platine - RMNZ : Platine                       | Everything Is 4                                     |
| Cheyenne                                                                | 2015  | 66                  | 25                  | —                   | 47                  | —                   | 85                  | —                   | —                   | —                   | —                   | - ARIA: Or | Everything Is 4                                     |
| Try Me (featuring Jennifer Lopez et Matoma)                             | 2015  | —                   | —                   | —                   | —                   | 79                  | —                   | —                   | 35                  | —                   | 113                 | - BVMI : Or | Everything Is 4                                     |
| Get Ugly                                                                | 2015  | 52                  | 77                  | —                   | 65                  | 38                  | 28                  | —                   | —                   | —                   | 12                  | - RIAA : Or - BPI : Or - BVMI : Or | Everything Is 4                                     |
| If It Ain't Love                                                        | 2016  | 67                  | 34                  | —                   | 37                  | 80                  | 35                  | —                   | 44                  | 58                  | 49                  | | Single hors album                                   |
| Swalla (featuring Nicki Minaj & Ty Dolla $ign)                          | 2017  | 29                  | 17                  | 9                   | 15                  | 4                   | 9                   | 7                   | 8                   | 14                  | 6                   | - RIAA: 2 × Platine - ARIA: 3 × Platine - BPI: 2 × Platine - BVMI: 2 × Platine - IFPI AUT: Platine - MC: 4 × Platine - RMNZ: Platine                                        | Single hors album                                   |
| If I'm Lucky                                                            | 2017  | —                   | —                   | 39                  | 75                  | 31                  | 45                  | —                   | 54                  | 77                  | —                   | - BPI : Argent - BVMI : Or | Single hors album                                   |
| Tip Toe (featuring French Montana)                                      | 2017  | —                   | —                   | 25                  | —                   | 11                  | 12                  | —                   | 66                  | 22                  | 5                   | - RIAA : Or - ARIA : Or - BPI : Platine - BVMI : Platine | Single hors album                                   |
| Colors (en) (avec Maluma)                                               | 2018  | —                   | —                   | 57                  | —                   | 47                  | 44                  | —                   | —                   | 63                  | 64                  | | Hymne officiel de la Coupe du monde de la FIFA 2018 |
| Goodbye (en) (avec David Guetta featuring Nicki Minaj et Willy William) | 2018  | —                   | 33                  | 57                  | 68                  | 47                  | 21                  | —                   | 16                  | 50                  | 26                  | - ARIA : Platine - BPI : Argent | 7                                                   |
| Make Up (avec Vice featuring Ava Max)                                   | 2018  | —                   | —                   | —                   | —                   | —                   | —                   | —                   | —                   | —                   | —                   | | Singles hors album                                  |
| Let's Shut Up & Dance (avec Lay et NCT 127)                             | 2019  | —                   | —                   | —                   | —                   | —                   | —                   | —                   | —                   | —                   | —                   | | Singles hors album                                  |
| Mamacita (featuring Farruko)                                            | 2019  | —                   | —                   | —                   | —                   | —                   | —                   | —                   | —                   | —                   | —                   | | Singles hors album                                  |
| Too Hot                                                                 | 2019  | —                   | —                   | —                   | —                   | —                   | —                   | —                   | —                   | —                   | —                   | | Singles hors album                                  |
| Savage Love (Laxed – Siren Beat) (avec Jawsh 685)                       | 2020  | 1                   | 1                   | 1                   | 1                   | 1                   | 1                   | 1                   | 1                   | 1                   | 1                   | - RIAA : 2 × Platine - ARIA : 3 × Platine - BPI : Platine - BVMI : Platine - IFPI AUT : Platine - IFPI SWE : 2 × Platine - RMNZ : 3 × Platine                               | Singles hors album                                  |
| Coño (en) (avec Puri et Jhorrmountain)                                  | 2020  | —                   | —                   | 42                  | —                   | 47                  | —                   | —                   | —                   | 74                  | 55                  | | Singles hors album                                  |
| Don't Cry for Me (en) (avec Alok et Martin Jensen)                      | 2020  | —                   | —                   | —                   | —                   | —                   | —                   | —                   | 91                  | 90                  | —                   | | Singles hors album                                  |
| Take You Dancing                                                        | 2020  | 57                  | 10                  | 12                  | 49                  | 15                  | 7                   | 13                  | 26                  | 11                  | 7                   | - BPI : Or - IFPI AUT : Or - MC : Or - RMNZ : Platine | Singles hors album                                  |
| Love Not War (The Tampa Beat) (avec Nuka)                               | 2020  | —                   | 49                  | 36                  | 92                  | 20                  | 43                  | —                   | 97                  | 6                   | 26                  | | Singles hors album                                  |
| Lifestyle (featuring Adam Levine)                                       | 2021  | —                   | —                   | —                   | —                   | —                   | 92                  | —                   | 74                  | —                   | 84                  | | Singles hors album                                  |
| "—" signifie que la chanson ne s'est pas classée                        |       |                     |                     |                     |                     |                     |                     |                     |                     |                     |                     | |                                                     |

### En tant qu'artiste vedette
| "Text" (Mann featuring Jason Derulo)                                                     | 2010 | —   | Mann's World             |
| "Take You Anywhere" (Shortyo featuring Jason Derulo)                                     | 2010 | —   | Father Forgive Me        |
| "Test Drive" (Jin Akanishi featuring Jason Derulo)                                       | 2011 | —   | Non-album single         |
| "This Is How We Roll" (Remix) (Florida Georgia Line featuring Jason Derulo & Luke Bryan) | 2014 | 15  | Here's to the Good Times |
| "Chingalinga" (Alyxx Dione featuring Jason Derulo)                                       | 2015 | —   | Non-album single         |
| "Follow Me" (Hardwell featuring Jason Derulo)                                            | 2015 | —   | United We Are            |
| "Drive You Crazy" (Pitbull featuring Jason Derulo & Juicy J)                             | 2015 | 122 | Globalization            |
| "Secret Love Song" (Little Mix featuring Jason Derulo)                                   | 2015 | —   | Get Weird                |
| "Educate Ya" (Pitbull featuring Jason Derulo)                                            | 2017 | 212 | Climate Change           |
| "1, 2, 3" (Sofia Reyes featuring Jason Derulo & De la Ghetto)                            | 2018 | 239 | TBA                      |
| "—" non classées.                                                                        |      |     |                          |

## Clips
| Titre                             | Année | Directeur(s)                |
| --------------------------------- | ----- | --------------------------- |
| "Whatcha Say"                     | 2009  | Bernard Gourley             |
| "In My Head"                      | 2010  | Kai Crawford                |
| "Ridin' Solo"                     | 2010  | Scott Speer                 |
| "What If"                         | 2010  | Ethan Lader                 |
| "The Sky's the Limit"             | 2010  | Kevin Shulman               |
| "Don't Wanna Go Home"             | 2011  | Rich Lee                    |
| "It Girl"                         | 2011  | Colin Tilley,               |
| "Breathing"                       | 2011  | Colin Tilley,               |
| "Fight for You"                   | 2011  | Colin Tilley,               |
| "The Other Side"                  | 2013  | Colin Tilley,               |
| "Talk Dirty" (featuring 2 Chainz) | 2013  | Colin Tilley,               |
| "Marry Me"                        | 2013  | Hannah Lux Davis            |
| "Trumpets"                        | 2013  | Collin Tilley, Jason Derulo |
| "Stupid Love"                     | 2014  | Gil Green                   |
| "Wiggle" (featuring Snoop Dogg)   | 2014  | Colin Tilley,               |
| "Want to Want Me"                 | 2015  | Colin Tilley,               |
| "Cheyenne"                        | 2015  | Syndrome                    |